# Klakk

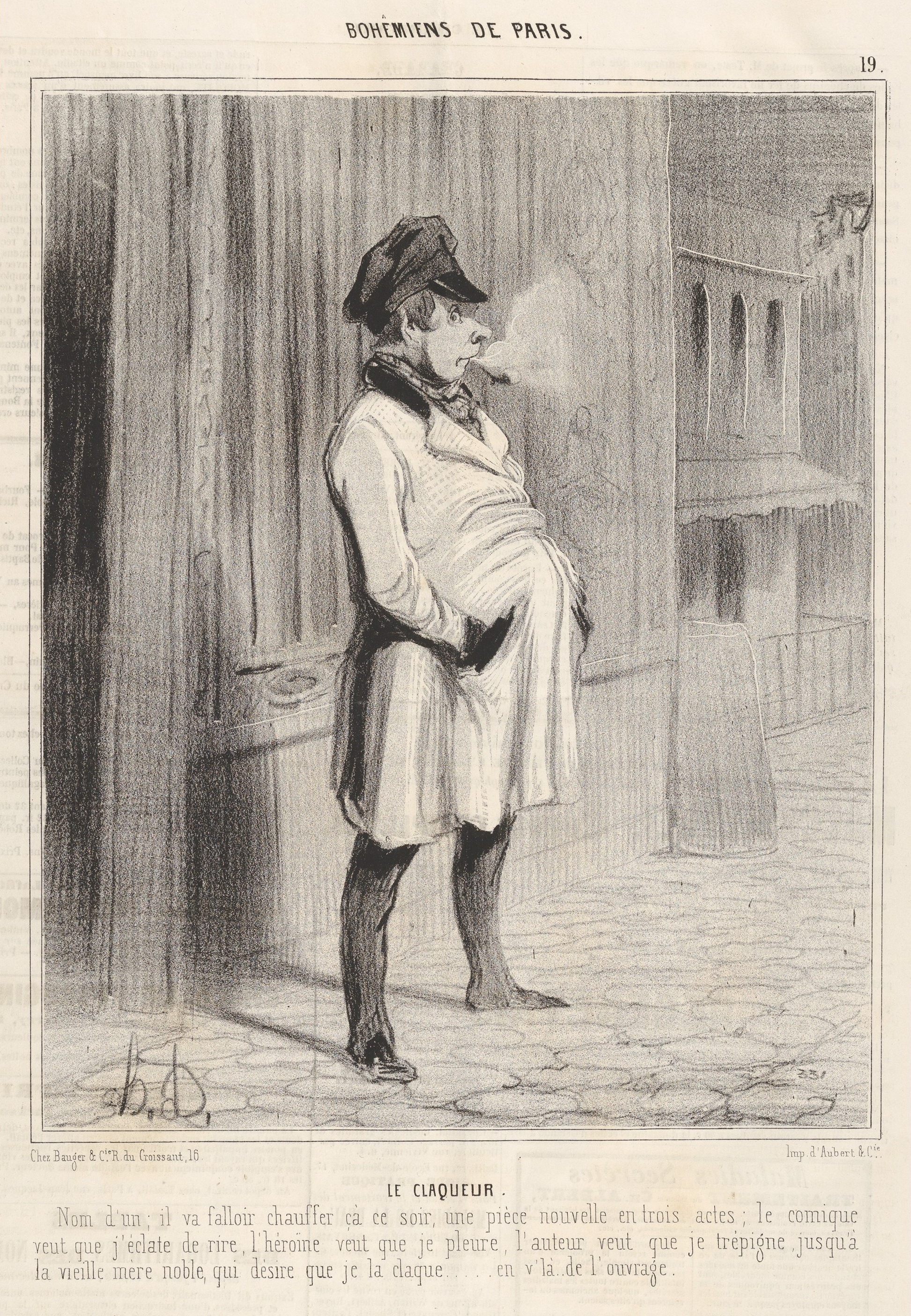
Le claqueur- Honoré Daumier alkotása.

A klakk fizetett tapsolók csoportja illetve a „bértaps” mint tevékenység. Bár Amerikában és Nyugat-Európában ez a szokás a 20. század során megszűnt, a moszkvai Nagyszínházban – állítólag – még ma is gyakorlat.

## A szó eredete
Több értelmű francia eredetű szó (claque), amely a magyar nyelvbe csak ebben az értelemben ment át. Jókai Mór Egy magyar nábob című művének szereplője Monsieur Oignon. aki  „a claque entrepreneurje, magyarul: egy olyan ember, aki tapsokkal és füttyökkel kereskedik. Nagy tekintélyű férfiú, kitől az írók és művészek sorsa függ.”

## Története
A színjátszással és az operaelőadásokkal talán egyidős kísérő jelenség, hogy a taps kiváltása illetve a taps intenzitásának fokozása érdekében felbérelnek erre vállalkozó személyeket. A klakk tagjait a színészek, operaénekesek rendszerint meghatározott tarifa alapján fogadják fel. 
A tapstól megrészegszünk mi színészek és nem csoda, ha abban az édes mámorban nem bírjuk kiválasztani belőle a csupán bennünket megillető részt; mert a taps olyan gyönyörű mámor, melytől az ember megsokszorozódva érzi magát, mintha az egész közönség lelkét szívná vele magába! Én mégis elmondom, mennyi pénzembe és botránkozásomba került nekem egykor a taps! Nem a Weidinger bácsi révén került pénzembe, mert a becsületes klakkfőnök utolsó interjúján megvallotta, hogy két színésztől nem keresett soha egy garast sem és hogy ezek egyike én voltam.
A klakk „profi” résztvevői lehettek kényes ízlésű műértők is. Feljegyezték, hogy Parmában egy ízben a klakk visszafizette egy énekesnek a pénzt és a további előadásokon füttykoncerttel tüntettek a tehetségtelennek tartott tenoristával szemben.